# Olympische Winterspiele 1960/Teilnehmer (Türkei)
| Gelbes Symbol für Goldmedaillen mit stilisierten Olympischen Ringen | Graues Symbol für Silbermedaillen mit stilisierten Olympischen Ringen | Braundes Symbol für Bronzemedaillen mit stilisierten Olympischen Ringen |
| ------------------------------------------------------------------- | --------------------------------------------------------------------- | ----------------------------------------------------------------------- |
| —                                                                   | —                                                                     | —                                                                       |

Die Türkei nahm an den VIII. Olympischen Winterspielen 1960 im US-amerikanischen Squaw Valley Ski Resort mit einer Delegation von zwei männlichen Athleten in einer Disziplin teil.

## Teilnehmer nach Sportarten

### Ski Alpin
Männer
- Muzaffer Demirhan
Abfahrt: disqualifiziert
Riesenslalom: disqualifiziert
Slalom: disqualifiziert

- Zeki Şamiloğlu
Abfahrt: 58. Platz (2:42,4 min)
Riesenslalom: 54. Platz (2:26,3 min)
Slalom: 39. Platz (3:34,7 min)